# 돌이킬 수 없는 (2010년 영화)
"돌이킬 수 없는"은 2010년에 개봉한 대한민국의 영화이다.

## 캐스팅
- 이정진 : 유세진 역
- 김태우 : 노충식 역
- 정인기 : 백용권 역
- 김창숙 : 전금자 역
- 임성언 : 유인희 역
- 배호근 : 문 형사 역
- 최정우 : 성식 부 역
- 이도윤 : 성식 모 역
- 김경익 : 은애 부 역
- 장서이 : 은애 모 역
- 박일목 : 조 기사 역
- 박재현 : 부검의 역
- 박지연 : 경리 역
- 정세형 : 동료 형사 1 역
- 서보익 : 동료 형사 2 역
- 조민아 : 미림 역
- 천보근 : 도진 역
- 오광록 : 김 교수 역 (우정출연)
- 김병춘 : 버스기사 역 (우정출연)
- 이현정 : 유치원장 역 (우정출연)